# Ponte Alta do Bom Jesus
Ponte Alta do Bom Jesus é um município brasileiro do estado do Tocantins. Localiza-se a uma latitude 12º05'27" sul e a uma longitude 46º28'45" oeste, estando a uma altitude de 512 metros. Sua população estimada em 2009 era de 6 664 habitantes.
Possui uma área de 1813,22 km².

## História
A  origem do município data de meado do século XIX, quando Moisés Carlos de França e seu vaqueiro Joaquim Lourenço instalaram-se no local. O povoado permaneceu por muito tempo no isolamento à margem do desenvolvimento, sendo elevado a condição de Distrito somente um século depois de sua instalação, quando em 1951, através da Lei nº. 05, de 20 de junho, foi denominado Distrito de Ponte Alta do Bom Jesus, pertencendo ao município de Taguatinga.
Através da Lei 2,134 de 14 de novembro de 1958, o governo de Goiás elevou o Distrito à categoria de município. A exploração de ouro na região e o comercio de gado fortaleceram a economia do município que servia de ponto de passagem das caravanas que por ali passavam. Berço de famílias tradicionais da região sudeste, Ponte alta do Bom Jesus sempre foi muito visitada no período dos festejos de Bom Jesus dos Aflitos, padroeiro da cidade quando inúmeros romeiros e comerciantes se instalam na praça centra da cidade, cujo ponto alto da festa é no dia 02 de julho.
Outros fatos que merece destaque é a comemoração da festa do lavrador que é festejada no dia 1 de maio, onde ocorre inúmeras programações sociais e esportivas. E em 14 de Novembro que é o aniversário da cidade.

## Geografia
O clima predominante é o suúmido seco e com moderada deficiência hídrica no inverno, a evapotranspiração potencial media anual (quantidade de água evaporada) é de 1,300 mm distribuindo-se no verão em torno de 360 mm a 420 mm ao longo dos três meses consecutivos com temperatura mais elevada. A distribuição sazonal das precipitações pluviais está bem caracterizada com dois períodos distintos: uma estação chuvosa entre os meses de outubro e abril e uma estação seca nos meses de maio a setembro. A precipitação media anual varia de 1,600 a 1,900 mm no extremo leste e 1,400 a 1,600 mm no extremo oeste. A temperatura media anual gira em torno de 26º C no extremo leste e oscila entre 26 e 27º C no extremo oeste.
O relevo do município é bem diversificado com a ocorrência de áreas planas, inclinadas a fortemente inclinadas. A surpeficie apresenta em seu aspectos físico características de modo geral regular, tendo como principal acidente geográfico a Serra Geral, divisor natural dos Estados do Tocantins e da Bahia.
Ponte Alta do Bom Jesus pertence à bacia hidrográfica do rio Tocantins e está inserida na sub-bacia do rio Palma. Os principais afluentes do rio Palma no município são os rios Palmeiras, Ponte alta, Ribeirão Bonito, Ribeirão do Inferno, Rio Salto, córrego Santa Rosa e Lagoa Grande.
A cobertura vegetal é caracterizada por áreas de cerrados, cobertas por veredas e campos limpos que caracterizam a região dos Gerais e por floresta estacional semidecidual. Os cerrados são constituídos por arvores de pequenos porte, troncos retorcidos e inclinados, folhas grandes e ásperas, com raízes longas que permitem buscar água em profundidades no período seco. São constituídos ainda por arbusto e gramíneas. 

## Economia
Sua principais fontes de Economia: agropecuária, turismo e geração de energia elétrica. A Economia se limita basicamente na aptidão agrícola que está basicamente voltada para pastagem natural, áreas para pecuária intensiva ou cultura de ciclo curto e longo exigindo modesta aplicação de capital para fazer aplicação de fertilizantes para melhorar a produção das lavouras. Há outras áreas inaptas ao cultivo, servindo apenas como preservação, abrigo para os animais e conservação da flora.
Principais produtos cultivados: arroz, feijão. Milho, cana-de-açúcar e mandioca.

## Educação
O município conta com três escolas estaduais e dezenove  municipais sendo que destas uma é de Educação Infantil e dezoito, de Ensino Fundamental. As escolas municipais contam hoje com um quantitativo de 435 alunos, distribuídos na Educação Infantil e Ensino Fundamental até o 9º ano. Já as escolas estaduais atendem a um universo em torno de 1.100 alunos, dos quais 190 estão no Ensino Médio, e o restante, no Ensino Fundamental.
A implantação dos PCNs e dos PDEs trouxe melhorias para a educação do município, entretanto, a participação das Associações de Apoio às escolas não é muito efetiva.

## Turismo
A Área de Lazer mais procurada por visitantes é o balneário Clube do Povo que se torna a maior opção de lazer da comunidade, que dispõe de quiosques e churrasqueiras, tendo uma área coberta e bar, quadra de vôlei e futebol de área, e amplo estacionamento. O Estádio Verdão da Serra Geral fica localizado no Setor Aeroporto, e sediará partidas estaduais e municipais. No centro da cidade, duas praças Praça da Matriz e a  Praça Waldemar Carlos de França com quadra esportiva, campo de futebol de areia. Neste local é realizado no final do mês de junho e início de julho a Festa do Padroeiro da cidade.
No centro da cidade as praças Waldemar Carlos de França e Praça da Matriz, quadra esportiva e um campo de futebol de areia, local que se concentra as Barracas da Festa do Padroeiro.
Balneário Clube do Povo que se torna a maior opção de lazer, onde se realiza diversos eventos e shows, contendo parque infantil, área coberta com bar, quiosques com churrasqueiras e pias, campo de futebol de areia e vôlei. Estádio Verdão da Serra Geral. Que conta com a vista de toda a Cidade para a Serra Geral.
O Ribeirão Bonito, como é mais conhecido pela comunidade, abriga diversas áreas para banho nas propriedades rurais, muito agraciado pelos visitantes devido suas águas verde-esmeralda que nascem na Serra Geral, relevo que integra a maior cadeia de serras do Brasil. Em período de estiagem é muito procurado devido suas águas cristalinas formadas na bacia hidrográfica Araguaia-Tocantins, com foz no Rio Palmeiras na região sudeste do Tocantins.